# Arnad
Arnad is een gemeente in de Italiaanse regio Aostadal en telt 1294 inwoners (31-12-2004). De oppervlakte bedraagt 28,7 km², de bevolkingsdichtheid is 45 inwoners per km².
De volgende frazioni (of Frans: hameaux) maken deel uit van de gemeente: Anvyey, Arnad-Le-Vieux, Bonavesse, Champagnolaz, Château, Chez Fornelle, Clapey, Clos de Barme, Costa, Échallod, Échallogne, Extraz, Les Vachères, Machaby, Pied-de-Ville, Prouve, Revie, Rolléty, Sisan, Torrettaz, Ville.

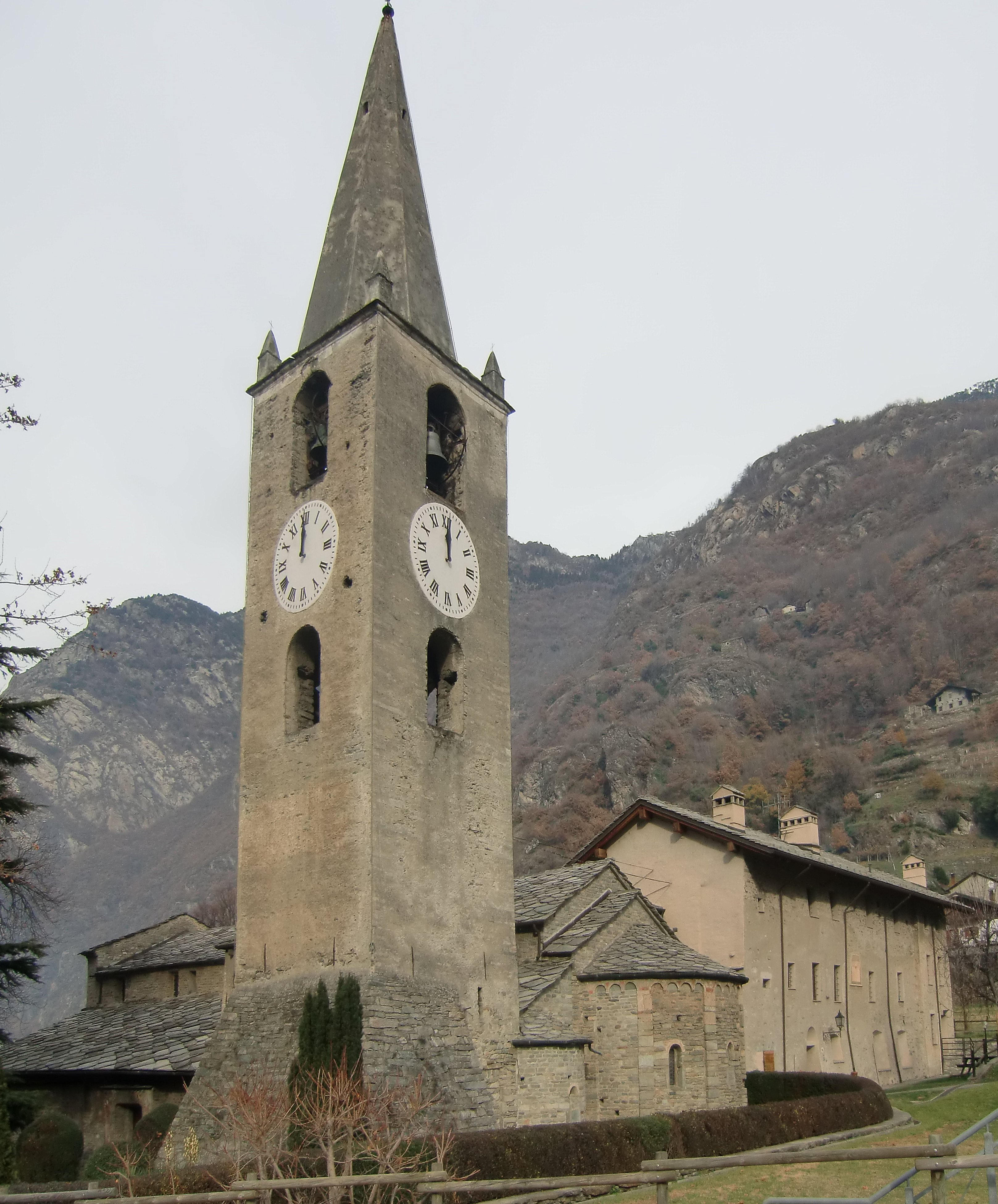
Sint-Martinuskerk
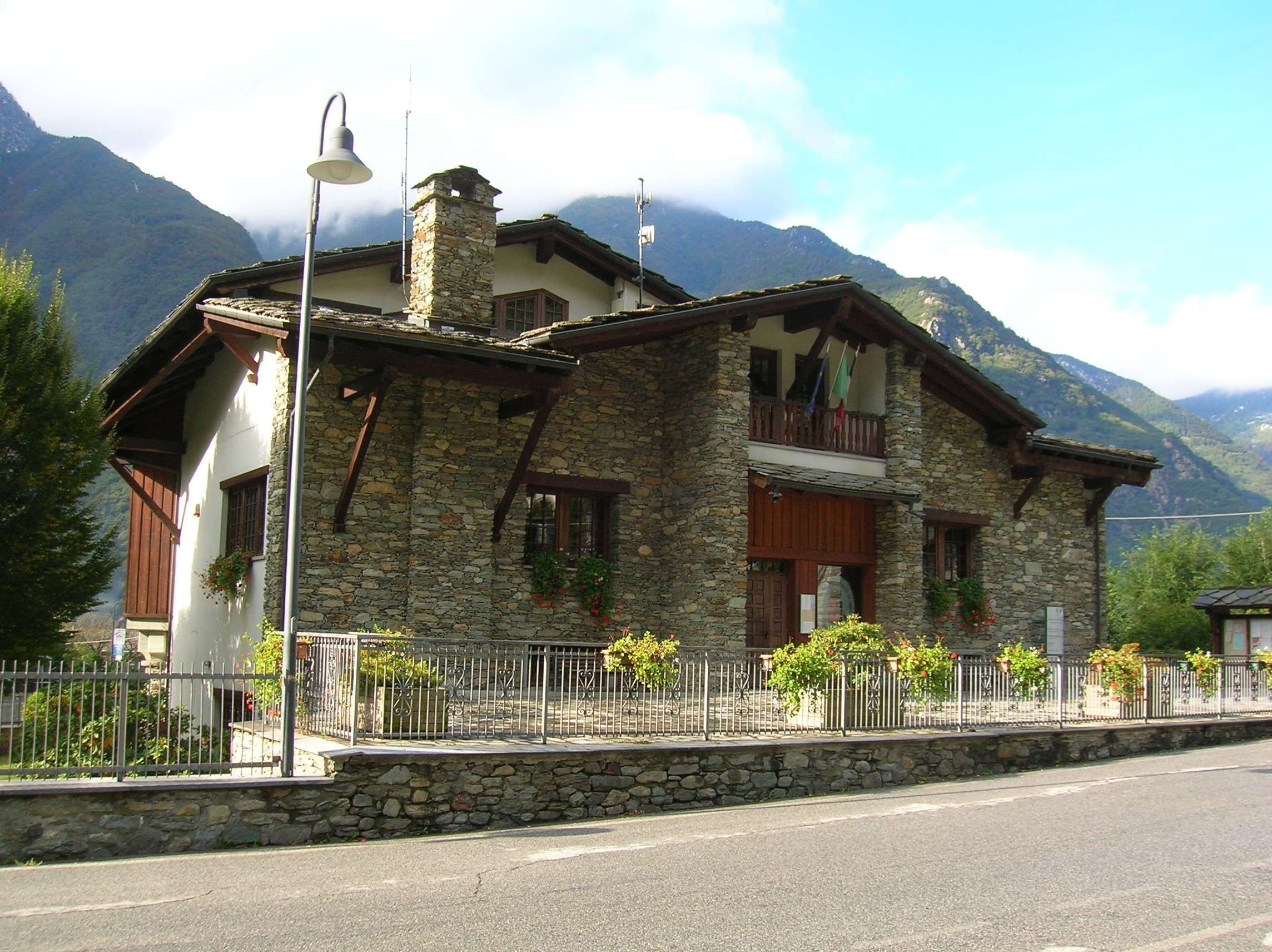
Gemeentehuis
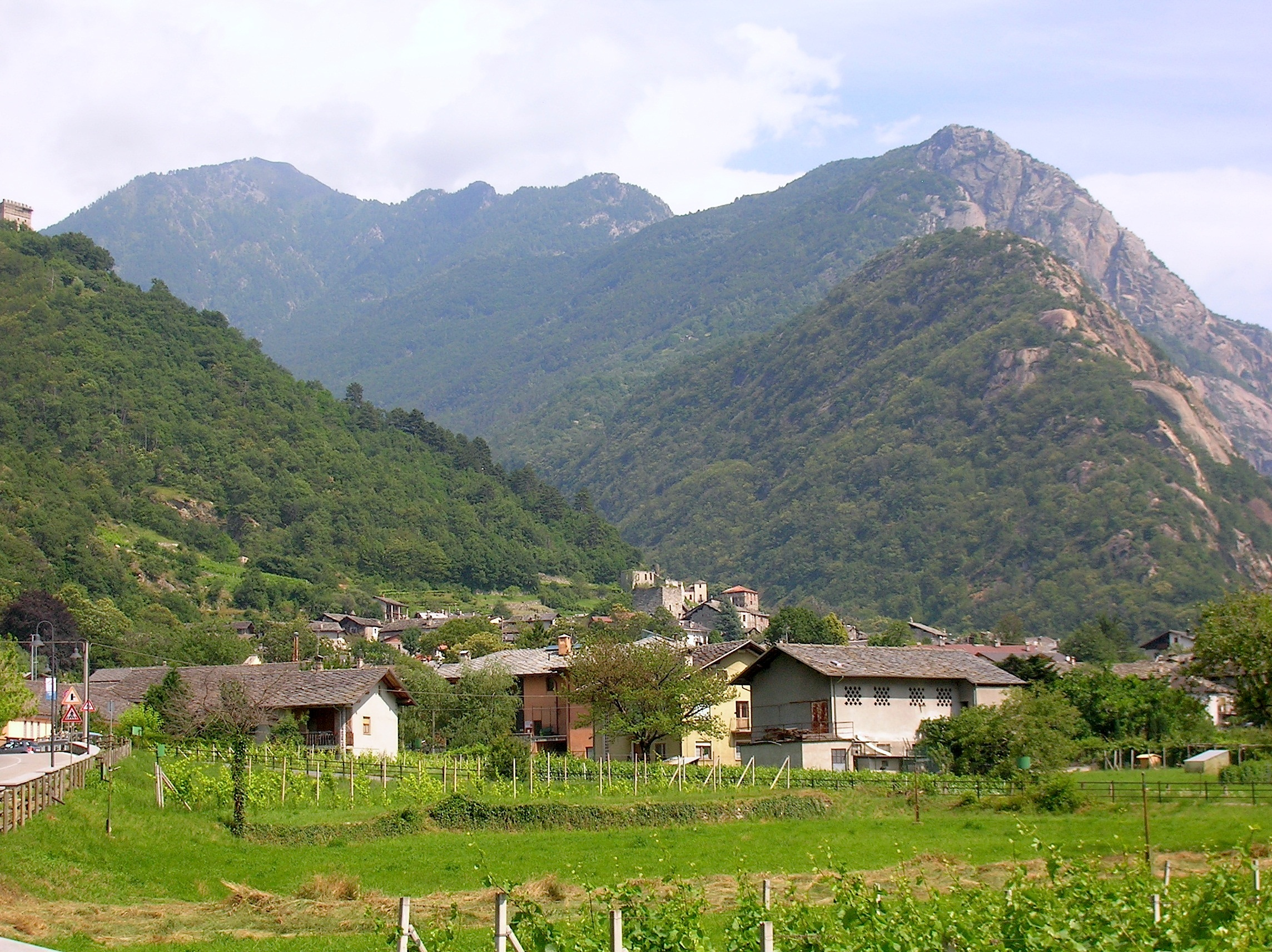
Arnad

## Demografie
Arnad telt ongeveer 588 huishoudens. Het aantal inwoners daalde in de periode 1991-2001 met 2,9% volgens cijfers uit de tienjaarlijkse volkstellingen van ISTAT.
| Jaar | Inwoneraantal |
| ---- | ------------- |
| 1991 | 1311          |
| 2001 | 1273          |

## Geografie
De gemeente ligt op ongeveer 361 m boven zeeniveau.
Arnad grenst aan de volgende gemeenten: Bard, Challand-Saint-Victor, Donnas, Hône, Issime, Issogne, Perloz, Pontboset, Verrès.